# الحارة (مسلسل)
الحارة هو مسلسل دراما مصري من إخراج سامح عبد العزيز وتأليف أحمد عبد الله. المسلسل من بطولة سوسن بدر وكريمة مختار وسلوى محمد علي وصلاح عبد الله. 
في 30 مارس 2010 بدأ المخرج سامح عبد العزيز بتصوير أول مشاهد المسلسل في ستوديو النحاس بالهرم. صدر المسلسل في رمضان عام 1432 في 11 أغسطس 2010، حقق الفيلم ردود فعل جيدة من النقاد.

## القصة
تدور أحداث المسلسل في حارة مصرية، من خلال شخصية محورية هي «مني» التي تعمل للإنفاق على أسرتها الفقيرة، وتتنوع الشخصيات في الحارة في دراما شعبية، بين أهالي الحارة الذين يتمسكون بمباديء وأخلاق تربوا عليها، وبين البعض الذي يخرج علي هذه العادات والتقاليد.

## طاقم العمل
| - سوسن بدر بدور صفية - كريمة مختار - سلوى محمد علي بدور سعديه - صلاح عبد الله بدور الشيخ تمام - محمود عبد المغني بدور عبد الله - باسم سمرة بدور صلاح - علا غانم بدور ناهد - حمدي أحمد بدور الدكتور عطيه - نيللي كريم بدور منى - سليمان عيد بدور بلال - فتوح أحمد بدور سعيد - رانيا يوسف بدور صباح - محمد الصاوي - عفاف شعيب بدور الحاجة زينب - أحمد فلوكس بدور شوقي - سلوى خطاب بدور ليلى - محمد أحمد ماهر بدور كريم - صبري عبد المنعم - محمود الجندي بدورأبو كريم - نهى العمروسي - عبد الله مشرف - هشام المليجى بدور نبيل - عبد الإمام عبد الله بدور رجل اعمال خليجي - سمية الجويني - سحر الصايغ - علي حمدي - احمد طه - عفاف رشاد بدور ام صلاح - أميرة نايف - شريف عمر بدور تامر - نور الخميسى | - حسن العدل - عمرو مندور بدور خالد - حاتم جميل - هبة مندور - محمود البنا - خالد طلعت - عفاف مصطفى بدور ام منى - امينة سالم - غادة جريشة (غادة إسماعيل) - ناهد السباعي - كمال سليمان - عمرو صالح - سيد رجب - حسام الحسيني - نهير أمين - طارق النهري - إنتصار - محمد علاء بدرو سامي - علاء مرسي بدور حفظي - مشيرة أحمد بدور رضا - علاء زينهم - أحمد وفيق - أحلام الجريتلي بدور ام حفظي - عاطف عمار بدور مندوب الأدويه المخدره - محمد القبلاوى - ملك أحمد زاهر بدور مي - سهر الصايغ بدور سناء - محجوب الفار - أحمد عبد الله محمود بدور فوزي - شكري الفار بدور بلبل - سراج الدالي |

## معوقات المسلسل

### ضيق وقت التصوير
اثناء التصوير وجد المخرج سامح عبد العزيز نفسه فجأة مطالبا بالانتهاء من 13ساعة من مسلسل «الحارة» خلال شهرين، في الوقت الذي لم يتمكن فيه سوي من إنجاز تسع ساعات فقط من العمل خلال الثلاثة أشهر الماضية، وذلك بسبب المشكلات التي تحيط بالمسلسل منذ الأسبوع الثاني من بدء تصويره، حيث كان من المفترض أن يستأنف سامح عبد العزيز التصوير خلال اليومين الماضيين في ديكور الحارة باستوديوهات جهاز السينما لكنه فوجئ بتعطل الكاميرات مما اضطره لتأجيل التصوير مرة أخرى لحين إصلاح الكاميرات، وهو الأمر الذي من المفترض أن يستغرق أسبوعين، ولإنقاذ الوقت قرر المخرج سامح عبد العزيز تصوير عدد من المشاهد الخارجية للعمل خلال تلك الفترة في إحدي الشقق بمنطقة «الأباجية»، المسلسل قد شهد قبل ذلك توقفات عديدة حيث توقف لمدة أسبوعين بسبب مديونية المسلسل لجهاز السينما بمبلغ 100 ألف جنيه ثمن تأجير استوديوهات الجهاز للتصوير، وبعدما تم التخلص من تلك المشكلة عن طريق دفع المبلغ، فوجئ فريق العمل بمشكلة أخرى، وهي الدفعات المتأخرة من أجور الممثلين المشاركين في العمل، كذلك توقف المسلسل مرة أخرى بسبب الإرهاق الشديد الذي أصيب به الممثلون المشاركون بالعمل نتيجة لتكثيف عدد ساعات العمل، لأن المخرج يصر علي تصوير حوالي 25 مشهداً خلال اليوم الواحد مما سبب إرهاقا للعاملين اضطر بعده لإعطائهم أجازة لكي يستطيعوا استئناف نشاطهم فيما بعد، جدير بالذكر أن تكرار تعطيل التصوير أدي إلي زيادة مدة التصوير في الاستوديو وهي المدة التي كان من المفترض ألا تتجاوز الستين يوما ولكنها تجاوزت الشهرين ونصف الشهر، ومن المقرر أن تصل لثلاثة أشهر. أيضاً المخرج سامح عبد العزيز بدأ في معاينة أماكن التصوير، والديكورات منذ شهر فبراير الماضي، وبدأ التصوير فعليا في شهر مارس الماضي، ومنذ تلك الفترة وتضارب مواعيد التصوير بالنسبة للممثلين يتسبب في تعطيل التصوير، نظرا لأن المسلسل يشارك به عدد كبير جدا من الممثلين الذين يشاركون بدورهم في أعمال أخرى، كذلك يتأخر بعضهم عن مواعيده لساعات طويلة، ففي بداية الأسبوع الثاني تم تعطيل التصوير أربع ساعات كاملة، فكان من المقرر أن يبدأ أحمد فلوكس تصوير مشاهده في السابعة مساء إلا أنه لم يحضر إلي الاستوديو إلا في الثانية عشرة مساء، لينهي مشاهده في الثالثة من فجر اليوم التالي، بعدها بفترة قصيرة تم إيقاف التصوير لمدة ثلاثة أيام بسبب وفاة زوجة المدير المالي بشركة الإنتاج.

### انسحاب شركة المسؤولة عن إنتاج المسلسل
فوجئ المخرج سامح عبد العزيز وفريق عمل مسلسل «الحارة» بانسحاب شركة «بروميديا» المسئولة عن إنتاج المسلسل وذلك بسبب ارتفاع تكلفة إنتاج المسلسل وعدم وجود سيولة مالية بالشركة، ووصلت ميزانية العمل إلي 9 ملايين جنيه منها فقط مليون و300 ألف جنيه تم إنفاقها علي الديكورات.
حيث قام المخرج سامح عبد العزيز بإجراء تعديلات كثيرة عليها فقام بتوسيع مساحة الحارة لتصل لضعف المساحة الأولي. وقد جاء انسحاب جهة الإنتاج بعد توقفات كثيرة خلال تصوير المسلسل وصلت لعدة أسابيع وهو ما دفع الجهة المنتجة في النهاية إلي الانسحاب تماماً، وكانت هناك بعض المحاولات من المنتج محمد السبكي للقيام بإنتاج المسلسل ولكن تم التعاقد مع كل من قطاع الإنتاج وقناة بانوراما.

### الإشاعات حول المشاكل بين نيللي كريم وباسم سمرة
نفى المخرج سامح عبد العزيز تفجر أي مشاكل من أي نوع بين الفنانه نيللى كريم والممثل باسم سمرة خلف كواليس المسلسل بسبب (ضحك) باسم سمره على نيللي عند قيامها بتمثيل أحد المشاهد. وأكد أن كل ماحدث هو أنه اضطر بالفعل لإعادة تصوير المشهد الذي كانت تؤديه نيللى كريم عدة مرات بسبب أداء نيللى للكلام بشكل أرستقراطى رغم انها تؤدى ضمن أحداث المسلسل شخصية فتاة فقيرة تدعى (منى) وتتولى مسئولية الإنفاق على اسرتها بعد وفاة والدها، ومن ثم يجب أن تتحدث بطريقة وأسلوب فتيات الأحياء الشعبية لتكون مقنعة للمشاهدين، وهو مادفعه لإعادة تصوير المشهد مرات عديدة ليصل معها للشكل المطلوب.وأشار المخرج إلى أن باسم سمرة في كل مرة كان بالفعل ينفجر في الضحك بسبب طريقة حديث نيللى إلا ان الأمر لم يتطور بينهما لأي مشاكل من أي نوع كما أشارت بعض الصحف مؤخرًا.

## الملابس
اسلام يوسف مصمم الملابس اشترى ملابس الممثلين من منطقة السيدة زينب ووكالة البلح حيث الأماكن الطبيعية التي تشتري منها الشخصيات المهمشة ملابسهم لذا تعمد عدم تفصيل الملابس وإنما يشتريها جاهزة من الأماكن الطبيعية لها.

## تصوير المسلسل
مسلسل الحارة هو أول تجربة للمخرج سامح عبد العزيز في الدراما التليفزيونية.بدأ المخرج سامح عبد العزيز بتصوير أولى مشاهد المسلسل في 30 مارس 2010 في إستديو النحاس. حيث بلغت تكلفة بناء ديكور الحارة في الإستديو مليون جنيه. كما قام المخرج سامح عبد العزيز بتصوير بعض اللقطات لحارة شعبية بمنطقة الاباجية في مصر القديمة واستعان بها في تتر المسلسل والبرومو. حيث وصل متوسط المشاهد التي يتم تصويرها في اليوم الواحد حوالي 23 مشهد في اليوم وهو اعلي رقم في كواليس المسلسلات الدرامية. وفي أثناء تصوير الفنانة سوسن بدر مشهد في مسلسل «الحارة» مع الفنان محمود عبد المغنى والوجه الجديد راندا، اندمجت سوسن فإنهالت بالضرب عليهما، وكانت الفنانة سوسن بدر في المشهد عائدة من عملها ففوجئت بمحمود جالس مع ابنتها في الشقة فإنهالت عليهما بالضرب الذي تخطي حدود التمثيل بعض الشئ، وذلك لاندماج سوسن بدر في المشهد، لفقامت بعد نهاية التصوير بالاعتذار لمحمود وراندا عقب انتهاء المشهد مباشرة، واوضحت لهما إنها بالتاكيد لم تكن تقصد ذلك.

### مشاكل الممثلين مع التصوير
أثار سامح عبد العزيز مخرج مسلسل «الحارة» غضب الفنانة سلوى خطاب وذلك بعد أن أنهى عدد من تصوير المشاهد، وقام بتأجيل تصوير مشاهدها لليوم التالي.وكانت سلوى من المفترض أن تقوم بتصوير أحد المشاهد الهامة في هذا اليوم، وظلت تحفظ مشاهدها حتى منتصف الليل إلا أنها فوجئت بمخرج العمل «يفركش» التصوير وابلاغها أحد العاملين بانها ستستكمل تصوير مشاهدها في يوم اخر فما كان منها إلا أنها صاحت في وجه المخرج مؤكدة له أنها بذلت مجهودا كبيرا في حفظ المشهد فرد عليها المخرج «كملي الحفظ في البيت وهنصور بكرة» وهو ما زاد من غضبها وحاول فريق العمل تهدأتها مؤكدين لها أن التأجيل في صالحها.

### الممثلين
يضم المسلسل مائة وأربعين ممثلاً تتساوي أدوارهم في الأهمية سواء الممثلين الأساسيين أو الثانويين. كما أن 90 % من الممثلين لا يستخدمون المكياج أثناء التصوير لأن كل شخصية يقدمها الممثل لها مرادفها في الواقع لذلك يحرص الممثلون على أن تجد الشخصيات المهمشة نفسها في الشخصيات المقدمة في المسلسل. كما اصيبت الممثلة نهي العمروسي بحروق اثناء تصوير مجموعة من المشاهد بالمسلسل. وطلب الممثل عبد المغنى من إدارة الإنتاج توفير سيارة تاكسى تعمل بناقل حركة أتوماتيكي، حيث يجسد دور سائق تاكسى، إلا أن الجهة المنتجة أوضحت صعوبة توفير طلبه لعدم توفره بشكل كبير في مصر.لانه لايجيد قيادة السيارات ذات ناقل الحركة اليدوي. كما أنقص الممثل احمد فلوكس وزنه 12 كيلو في شهر واحد حتي يتمكن من تقديم الشخصية التي قدمها في العمل. كما حصل علي 500 ألف جنيه كاجر عن العمل. وكان احمد قد اعتذر عن المسلسل بسبب الاجر.

## هوامش
- سيتم تقديم العمل علي 3 اجزاء علي طريقة مسلسل باب الحارة السوري ولكن بنظرة مغايرة من واقع التناول لحال الحارة المصرية ووراقعها الفعلي.
- التعاون الثالث بين المؤلف أحمد عبد الله والمخرج سامح عبد العزيز من قبل في فيلمي (الفرح)..و.. (كبارية).
- استخدم في التصوير كاميرا ديجيتال.
- اعتذر الفنان احمد عدوية عم غناء تتر المسلسل بسبب ارتباطه بحملة اعلانات خاصة باحدي شبكات المحمول.
- نفت الفنانة «سلوى خطاب» ما نشر حول وجود خلاف بينها وبين المخرج «سامح عبد العزيز» في كواليس المسلسل.
- فاجأ الفنان عادل امام اسرة المسلسل بزيارة البلاتوه حيث كان يصور فيلمه الجديد «الزهايمر» وقام بمداعبة نيللي كريم التي كانت تصور المسلسل وتشارك معه في الفيلم كما داعب سوسن بدر أيضا.